# Aage Walther
Aage Walther (Kølstrup, 1897. április 21. – Kølstrup, 1961. december 5.) olimpiai ezüstérmes dán tornász.
Az 1920. évi nyári olimpiai játékokon indult tornában és a svéd rendszerű csapat összetettben ezüstérmes lett.
Klubcsapata a DDS&G's Hold volt.